# Armstrong Siddeley Serval
Der Armstrong Siddeley Serval ist ein Flugmotor, den der britische Hersteller Armstrong Siddeley ab 1928 baute. Der zweireihige 10-Zylinder-Sternmotor hat einen Hubraum von 17.698 cm³. Die erste Version hieß anfangs auch Double Mongoose. Entsprechend der Tradition des Herstellers, Motoren nach der Familie der Katzenartigen zu benennen, wurde der Motor nach dem Serval benannt.

## Konstruktion und Entwicklung
Der Serval wurde aus dem 5-Zylinder-Sternmotor Mongoose entwickelt. Es handelte sich im Prinzip um zwei Mongoose, die mit einem gemeinsamen Kurbelgehäuse verbaut wurden. Dieser Motor wurde in verschiedenen Versionen gebaut, wobei die Leistung jeweils etwa 340 bhp (254 kW) betrug.

## Varianten
Serval I,  anfangs Double Mongoose
1931, 340 hp (254 kW).
Serval III
1932
Serval IIIB
1932, 310 bhp (232 kW).
Serval IV
310 bhp (232 kW).
Serval V
1933, 340 bhp (254 kW).

## Flugzeuge mit Armstrong Siddeley Serval

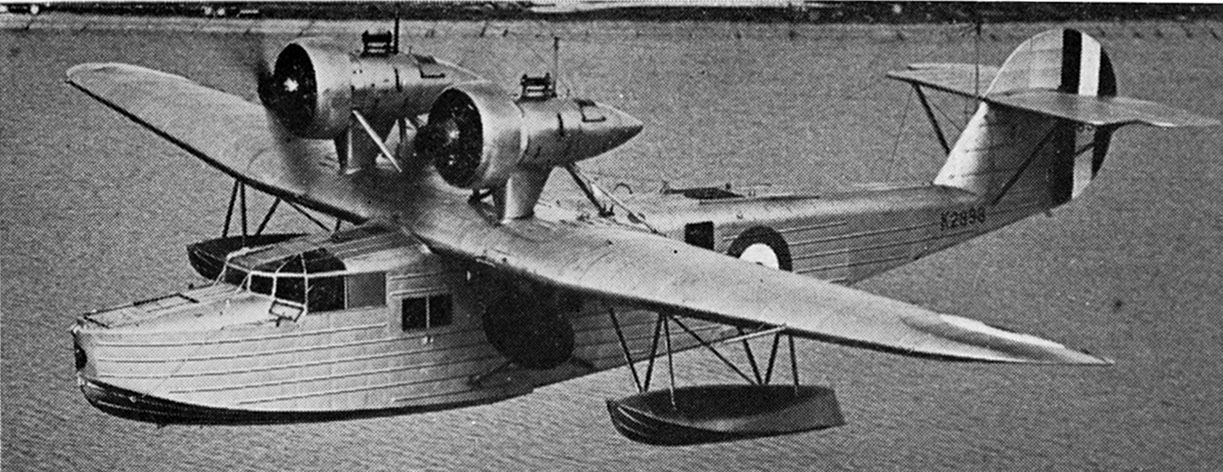
Saro Cloud mit Armstrong-Siddeley-Serval-Motoren

- Airco D.H.9
- Armstrong Whitworth Atalanta
- BFW M36
- Canadian Vickers Vancouver
- Fairey Fox
- ICAR Comercial
- Saro Cloud

## Daten (Serval I)

### Allgemein
- Zweireihiger 10-Zylinder-Sternmotor, luftgekühlt
- Bohrung: 127 mm
- Hub: 139,7 mm
- Hubraum: 17.698 cm³
- Länge: 1378 mm
- Durchmesser: 1158 mm
- Gewicht: 324 kg

### Komponenten
- Ventiltrieb: Zwei obenliegende Ventile pro Zylinder
- Gemischaufbereitung: Vergaser
- Brennstoff: Benzin, 77 Oktan
- Kühlung: Luft
- Reduktionsgetriebe: nein

### Leistung
- Leistung: 340 bhp (254 kW) bei 3000/min. in 0 m Höhe
- Literleistung: 14,35 kW/l
- Kompression: 5:1
- Leistungsgewicht: 1,276 kg/kW[2]